# Grant James
Grant James (ur. 17 sierpnia 1987 w Alamosa) – amerykański wioślarz, medalista mistrzostw świata.

## Osiągnięcia
| Rok  | Impreza                 | Miejsce                  | Konkurencja          | Lokata     |
| ---- | ----------------------- | ------------------------ | -------------------- | ---------- |
| 2008 | Mistrzostwa świata U-23 | Brandenburg an der Havel | ósemka               | 1. miejsce |
| 2009 | Mistrzostwa świata      | Poznań                   | ósemka               | 9. miejsce |
| 2011 | Mistrzostwa świata      | Bled                     | ósemka               | 8. miejsce |
| 2012 | Igrzyska olimpijskie    | Londyn                   | ósemka               | 4. miejsce |
| 2013 | Mistrzostwa świata      | Chungju                  | czwórka bez sternika | 3. miejsce |
| 2014 | Mistrzostwa świata      | Amsterdam                | czwórka bez sternika | 2. miejsce |